# Aruba ai Giochi della XXVII Olimpiade
Aruba partecipò ai Giochi della XXVII Olimpiade, svoltisi a Sydney, Australia, dal 15 settembre al 1º ottobre 2000, con una delegazione di 4 atleti impegnati in due discipline.

## Delegazione
| Sport            | Uomini | Donne | Totale |
| ---------------- | ------ | ----- | ------ |
| Atletica leggera | 0      | 1     | 1      |
| Judo             | 1      | 0     | 1      |
| Nuoto            | 1      | 1     | 2      |
| Totale           | 2      | 2     | 4      |

## Risultati

### Atletica leggera
| Q | Qualificato al turno successivo per la posizione in qualificazione                                                           |
| q | Qualificato per il turno successivo per ripescaggio o, negli eventi su campo, conquistando la misura minima per qualificarsi |

Eventi su pista e strada
Femminile
| Atleta             | Evento          | Batterie  | Batterie  | Quarti di finale | Quarti di finale | Semifinale      | Semifinale      | Finale          | Finale          |
| Atleta             | Evento          | Risultato | Posizione | Risultato        | Posizione        | Risultato       | Posizione       | Risultato       | Posizione       |
| ------------------ | --------------- | --------- | --------- | ---------------- | ---------------- | --------------- | --------------- | --------------- | --------------- |
| Luz Marina Geerman | 100 metri piani | 12"96     | 76ª       | non qualificata  | non qualificata  | non qualificata | non qualificata | non qualificata | non qualificata |

### Judo
Maschile
| Atleta       | Evento | preliminari                  | 32-esimi             | 16-esimi             | Ottavi               | Quarti               | Semifinali           | Ripescaggio          | Med. bronzo          | Finale               | Posizione       |
| Atleta       | Evento | Avversario Risultato         | Avversario Risultato | Avversario Risultato | Avversario Risultato | Avversario Risultato | Avversario Risultato | Avversario Risultato | Avversario Risultato | Avversario Risultato | Posizione       |
| ------------ | ------ | ---------------------------- | -------------------- | -------------------- | -------------------- | -------------------- | -------------------- | -------------------- | -------------------- | -------------------- | --------------- |
| Javier Wanga | −66 kg | Andrew Collett (AUS) P (sq.) | non qualificato      | non qualificato      | non qualificato      | non qualificato      | non qualificato      | non qualificato      | non qualificato      | non qualificato      | non qualificato |

### Nuoto

#### Maschile
| Atleta       | Evento            | Batterie | Batterie | Semifinali      | Semifinali      | Finale          | Finale          |
| Atleta       | Evento            | Tempo    | Pos.     | Tempo           | Pos.            | Tempo           | Pos.            |
| ------------ | ----------------- | -------- | -------- | --------------- | --------------- | --------------- | --------------- |
| Davy Bisslik | 50 m stile libero | 25"57    | 62º      | non qualificato | non qualificato | non qualificato | non qualificato |

#### Femminile
| Atleta            | Evento            | Batterie | Batterie | Semifinali      | Semifinali      | Finale          | Finale          |
| Atleta            | Evento            | Tempo    | Pos.     | Tempo           | Pos.            | Tempo           | Pos.            |
| ----------------- | ----------------- | -------- | -------- | --------------- | --------------- | --------------- | --------------- |
| Roshendra Vrolijk | 50 m stile libero | 29"31    | 62º      | non qualificata | non qualificata | non qualificata | non qualificata |